# Bordóhomlokú aratinga
A bordóhomlokú aratinga (Psittacara finschi), korábban vöröshomlokú ékfarkúpapagáj, a madarak osztályának papagájalakúak (Psittaciformes) rendjébe és a papagájfélék (Psittacidae) családjába tartozó faj.

## Rendszerezése
A fajt Osbert Salvin angol ornitológus írta le 1871-ban, a Conurus nembe Conurus finschi néven.

## Előfordulása
Costa Rica, Nicaragua és Panama területén honos. Természetes élőhelyei a szubtrópusi vagy trópusi síkvidéki esőerdők, valamint másodlagos erdők, szántóföldek, ültetvények és vidéki kertek. Vonuló faj.

## Megjelenése
Átlagos testhossza 28 centiméter, testtömege 135-175 gramm.

## Természetvédelmi helyzete
Az elterjedési területe nagyon nagy, egyedszáma pedig növekszik. A Természetvédelmi Világszövetség Vörös listáján nem fenyegetett fajként szerepel.